# 덤불지치아과
덤불지치아과(----亞科, 학명: Echiochiloideae 에키오킬로이데아이[*])는 지치과의 아과이다. 지치목 워킹 그룹(Boraginales Working Group)의 2016년 분류에 따른 지치과의 아과 3개 가운데 하나이다.

## 하위 분류
- 덤불지치속(Echiochilon Desf.)
- Amphibologyne Brand
- Antiphytum DC. ex Meisn.
- Ogastemma Brummitt